# Carlos Montbrun Ocampo
Carlos Alberto Montbrun Ocampo (1896 o 1900-1962) fue un director de orquesta, compositor, pianista, guitarrista y cantante argentino, intérprete de música folklórica de Argentina, nacido en la provincia de San Juan e identificado con la música de Cuyo. Está considerado como uno de los precursores del boom del folklore argentino producido a partir de la década de 1950. Es autor de canciones que integran el cancionero folklórico tradicional como la polca correntina "Nendivei" (con Osvaldo Sosa Cordero) y popularizó otras como la zamba "Paisaje de Catamarca", y las cuecas “Las dos puntas" y "Entre San Juan y Mendoza". A comienzos de la década de 1950, tuvo un popular programa de música folklórica en radio Splendid llamado Las alegres fiestas gauchas, nombre con el que también era conocido su conjunto.

## Biografía
Nacido en Albardón, provincia de San Juan, con ascendencia francesa y riojana, estudió piano en Francia y con quince años formó un dúo con Juan Carlos Marambio Catán. Actuó en política en su provincia, resultando elegido diputado provincial en 1924 y luego designado secretario del Tribunal Supremo de Justicia. En 1930 migró a Buenos Aires, en un momento en el que la música folklórica argentina comenzó a ser cada vez más popular, en el marco de grandes transformaciones socioeconómicas, caracterizadas por un amplio proceso de industrialización con centro en Buenos Aires, que impulsó una gran ola de migración interna a partir de 1930, del campo a la ciudad y de las provincias (interior) a la Capital..
Su primer gran éxito lo obtuvo en dúo con Hernán Videla Flores (Dúo Ocampo-Flores) y ya en la década de 1940 formó Las Alegres Fiestas Gauchas, un conjunto de música nativa con el que tuvo un programa radial del mismo nombre, en Radio Splendid, que se convirtió en el más escuchado del país.
Es autor de canciones que integran el cancionero folklórico tradicional como la célebre polca correntina "Nendivei" (con Osvaldo Sosa Cordero), a la vez que popularizó otras como la zamba "Paisaje de Catamarca", y las cuecas "Las dos puntas" y "Entre San Juan y Mendoza".
También fue autor de la música del vals  «Amémonos», con la letra del poema del mismo nombre, del mexicano Manuel María Flores, popularizado luego por Antonio Tormo, «El Cantor de las Cosas Nuestras».